# Лучко Роман Олександрович
Рома́н Олекса́ндрович Лучко́ — капітан Збройних сил України.
Станом на лютий 2017-го — командир ланки 12-ї окремої бригади армійської авіації. З дружиною Лілією проживає в Новому Калинові.

## Нагороди
За особисту мужність, сумлінне та бездоганне служіння Українському народові, зразкове виконання військового обов'язку відзначений — нагороджений
- орденом Богдана Хмельницького III ступеня (4.12.2016).